# Ницівська волость
Ницівська волость — адміністративно-територіальна одиниця Ковельського повіту Волинської губернії Російської імперії. Волосний центр — село Ниці.
Наприкінці ХІХ ст. волость було ліквідовано, територія у повному складі відійшла до складу Датинської волості.
Станом на 1885 рік складалася з 9 поселень, 8 сільських громад. Населення — 4025 осіб (2036 чоловічої статі та 1989 — жіночої), 278 дворових господарств.
|                     | Площа, десятин | У тому числі орної, дес. |
| ------------------- | -------------- | ------------------------ |
| Сільських громад    | 6798           | 2923                     |
| Приватної власності | 6              | —                        |
| Іншої власності     | 557            | 124                      |
| Загалом             | 7361           | 3047                     |

Основні поселення волості:
- Ниці — колишнє власницьке село за 30 верст від повітового міста при річці Бережниці, 470 осіб, 73 двори, школа, поштова станція.
- Мильці — колишнє власницьке містечко при річці Турії, 89 осіб, 17 дворів, чоловічий православний монастир з 2 православними церквами, будинкова православна церква, каплиця, 3 постоялих будинки, 3 ярмарки.
- Синове — колишнє власницьке село при озері Синівському, 1050 осіб, 187 дворів, православна церква, школа, постоялий будинок.
- Шкроби — колишнє власницьке село при озері Сосновському, 581 особа, 91 двір.